# Шеик Тиоте
Шеѝк Исмаѐл Тиотѐ (на френски: Cheick Ismael Tioté, роден на 21 юни 1985 г. в Ямусукро, Кот д'Ивоар) е котдивоарски футболист, който игра в английския Нюкасъл Юнайтед като дефанзивен полузащитник.
Котдивоарецът Тиоте е член на „Нюкясъл“ в продължение на 7 сезона, след като пристига в клуба от „Твенте“ през 2010 г. През последния сезон обаче тимът не играе в Чемпиъншип и затова решава да напусне.
Заминава за Азия, за да игре за втородивизионния „Бейджинг“, Пекин, Китай. За кратко му е треньор Ясен Петров. Колабира по време на тренировка. Откаран е в болница, но лекарите не успяват да спасят живота му въпреки положените усилия.

## Успехи
Твенте
- Ередивиси: (Шампионат на Нидерландия)
  -  Шампион (1): 2009/2010

- Суперкупа на Нидерландия:
  -  Носител (1): 2010

 Кот д'Ивоар
- Купа на африканските нации:
  -  Носител (1): 2015
    -  Финалист (1): 2012